# أتيلا ناغي
أتيلا ناجي (بالمجرية: Nagy Attila)‏ (و. 1933 – 1992 م) هو سياسي، وممثل مجري، كان عضوًا في الحزب الإشتراكي المجري، توفي في بودابست، عن عمر يناهز 59 عاماً.

## مناصب
تولى منصب عضو الجمعية الوطنية المجرية
.

## التعليم
تعلم في جامعة الفنون المسرحية والسينمائية (حتى 1955)
.

## جوائز
حصل على جوائز منها:
- نيشان الفنون والآداب من رتبة قائد (17 يناير 2013)[2]
- جائزة المنافسة العامة  [لغات أخرى]‏ (1946)

## وصلات خارجية
- أتيلا ناغي على موقع IMDb (الإنجليزية)
- أتيلا ناغي على موقع ديسكوغز (الإنجليزية)
- أتيلا ناغي على موقع قاعدة بيانات الفيلم (الإنجليزية)

- أتيلا ناغي في قاعدة بيانات الأفلام على الإنترنت